# Gistenbeck

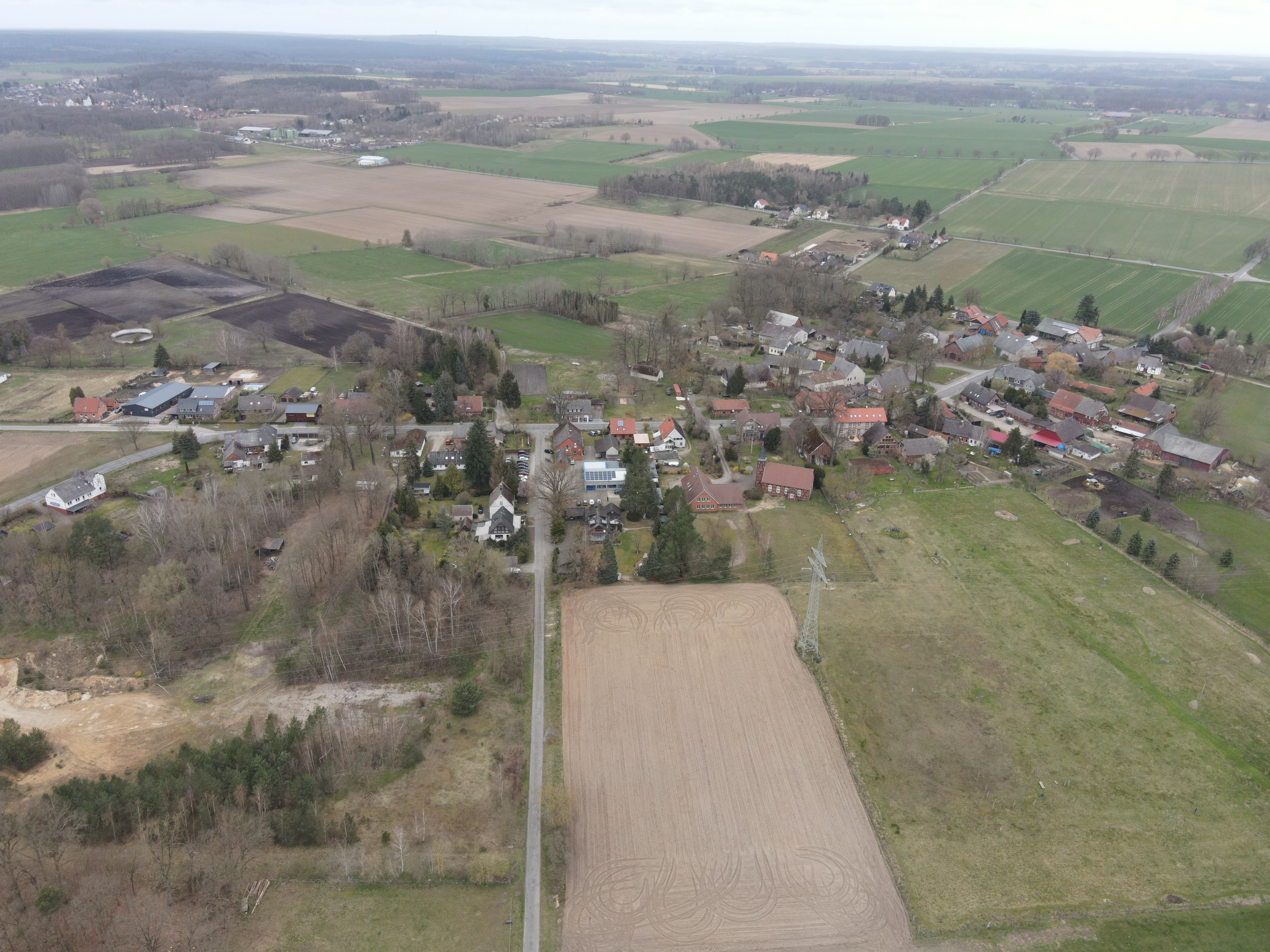
Gistenbeck im April 2021 von Süden

Gistenbeck ist ein Ortsteil der Gemeinde Clenze im niedersächsischen Landkreis Lüchow-Dannenberg. Das Rundlingsdorf liegt 1,5 km südöstlich vom Kernbereich von Clenze.
Südlich vom Ort liegt das unter Naturschutz stehende Waldgebiet Gain.

## Geschichte
Am 1. Juli 1972 wurde Gistenbeck in die Gemeinde Clenze eingegliedert.

## Religion

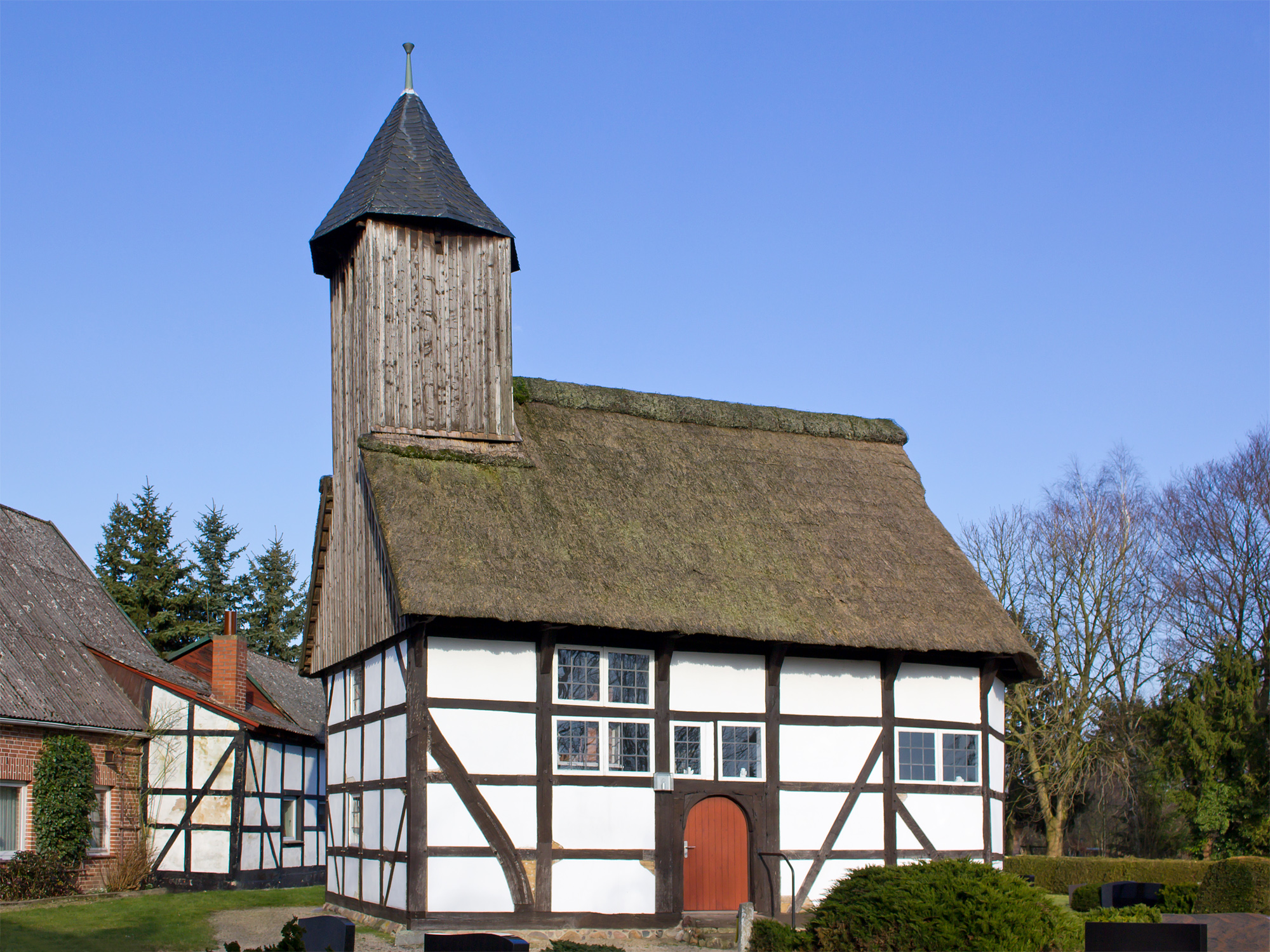
St.-Andreas-Kapelle

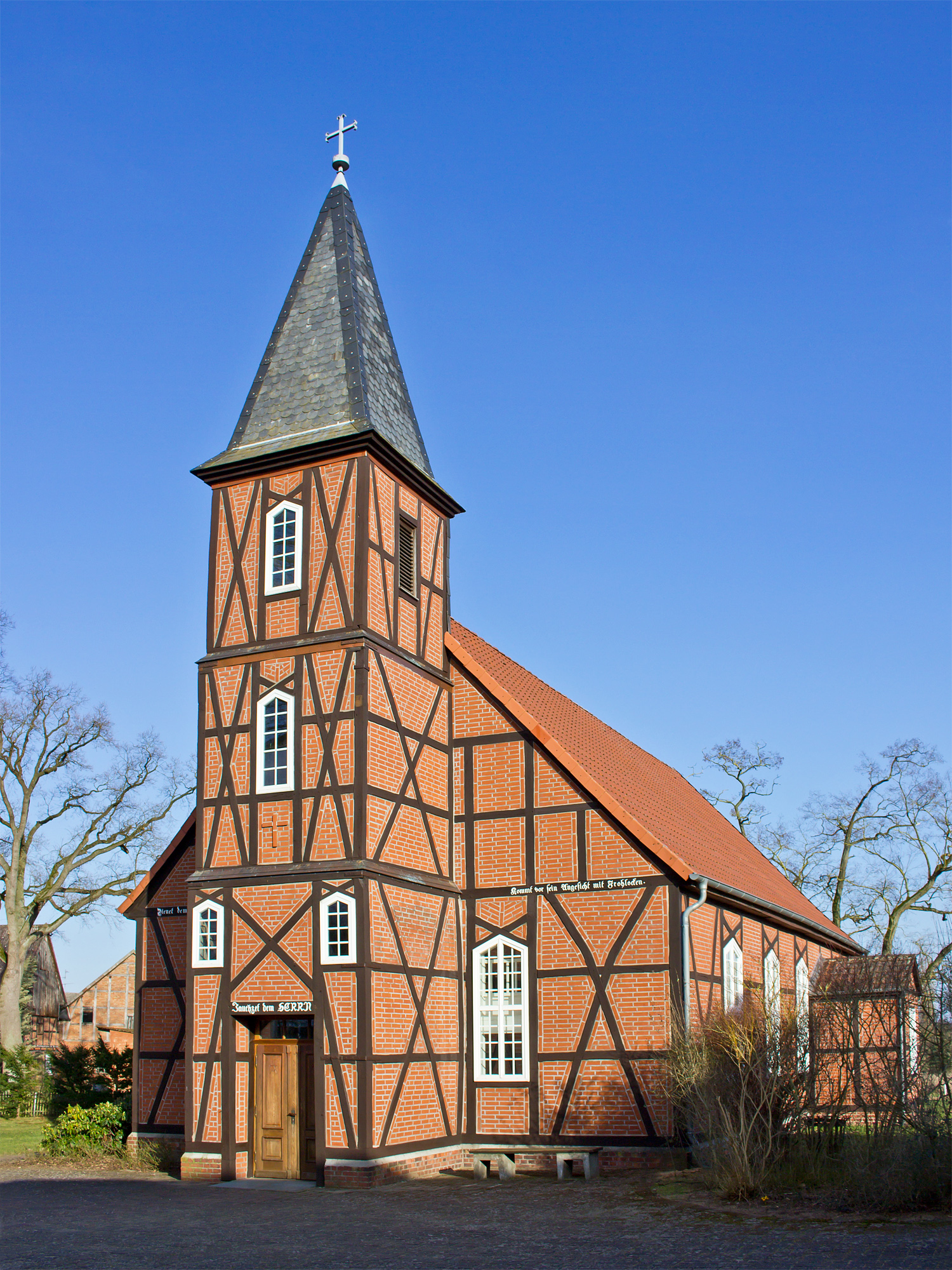
St.-Pauli-Kirche

Die ev.-luth. Kapellengemeinde Gistenbeck gehört zur ev.-luth. Kirchengemeinde Clenze der Evangelisch-lutherischen Landeskirche Hannovers.
Die aus dem Ende des 17. Jahrhunderts stammende kleine Fachwerkkapelle St. Andreas hat einen polygonalen Ostschluss. Der geschnitzte Flügelaltar stammt aus der Zeit um 1400. Er ist abgelaugt und zeigt im Mittelschrein die Kreuzigung mit Maria und Johannes. In den Flügeln sind jeweils vier Heilige dargestellt.
Die Selbständige Evangelisch-Lutherische Kirche hat seit 1879 im Ort die Fachwerkkirche St.-Pauli, die 1999 vollständig renoviert wurde. Im Jahre 2009 baute der Orgelbaumeister Amadeus Junker eine Breil-Orgel in die Kirche ein.